# Consorcio de Transporte Metropolitano del Área de Córdoba
El Consorcio de Transporte Metropolitano del Área de Córdoba es una entidad pública constituida en 2008 para crear y gestionar las infraestructuras y servicios de transporte en el área metropolitana de Córdoba (España). Tiene su sede ubicada en la estación de autobuses de Córdoba.
El consorcio está compuesto por la Junta de Andalucía, la Diputación de Córdoba y los ayuntamientos de Córdoba, Almodóvar del Río, La Carlota, El Carpio, Espejo, Fernán Núñez, Guadalcázar, Montemayor, Obejo, Pedro Abad, Posadas, San Sebastián de los Ballesteros, La Victoria, Villafranca de Córdoba, Villaharta y Villaviciosa de Córdoba. El principal objetivo del consorcio es articular la cooperación económica, técnica y administrativa entre las administraciones consorciadas, con el fin de coordinarse en la creación y gestión de las infraestructuras y servicios de transporte. 

## Tarifas y transbordos
Estas tarifas se aplican desde el 1 de julio de 2025 hasta el 31 de diciembre de 2025.

### Tarifas interurbanas
| Número de saltos | Billete sencillo | Tarjeta |
| ---------------- | ---------------- | ------- |
| 0                | 1,40€            | 0,54€   |
| 1                | 1,60€            | 0,61€   |
| 2                | 2,15€            | 0,88€   |
| 3                | 3,10€            | 1,25€   |
| 4                | 4,35€            | 1,74€   |
| 5                | 5,05€            | 2,13€   |
| 6                | 5,85€            | 2,56€   |

El paso de una línea a otra se conoce como "salto". La tarjeta del consorcio admite transbordos entre autobuses interurbanos, o entre un autobús interurbano y uno urbano. La tarjeta del consorcio también puede ser utilizada en los otros consorcios de transporte metropolitano de Andalucía, correspondientes al área de Málaga, área de Sevilla, Campo de Gibraltar, Bahía de Cádiz, área de Jaén, área de Granada, área de Almería y Costa de Huelva.

### Tarifas urbanas
|          | Billete | Tarjeta |
| -------- | ------- | ------- |
| Sencillo | 1,30€   | 0,43€   |
| Especial | 1,60€   | 0,82€   |

## Líneas de autobuses interurbanos
| Línea  | Trayecto                                             | Operadora                     |
| ------ | ---------------------------------------------------- | ----------------------------- |
| M-110  | Córdoba - Villaviciosa de Córdoba                    | Autotransportes San Sebastián |
| M-140  | Córdoba - Cordobesas                                 | Hermanos Alcaide Pérez        |
| M-211  | Córdoba - Villaharta (empalme) - Villaharta (pueblo) | Autotransportes San Sebastián |
| M-212  | Córdoba - Villaharta (empalme)                       | Autotransportes San Sebastián |
| M-220  | Córdoba - Villa del Río                              | Rafael Ramírez SL             |
| M-221  | Córdoba - Villafranca de Córdoba                     | Autotransportes San Sebastián |
| M-221A | Especial Aquasierra                                  | Autotransportes San Sebastián |
| M-230  | Córdoba - Baena                                      | Empresa Carrera               |
| M-242  | Córdoba - Montemayor                                 | Empresa Carrera               |
| M-243  | Córdoba - La Guijarrosa                              | Empresa Carrera               |
| M-250  | Córdoba - Posadas                                    | Autotransportes San Sebastián |

## Líneas de autobuses urbanos
AUCORSA es la empresa pública que provee el transporte público urbano en la ciudad. Actualmente tiene en servicio 16 líneas urbanas, 8 líneas periféricas, 2 líneas a polígonos y servicios especiales que funcionan durante los días que hayan vuelos en el Aeropuerto de Córdoba, Feria de Córdoba y partidos de fútbol.